# 尾花沢市民図書館
尾花沢市民図書館（おばなざわしみんとしょかん）は、山形県尾花沢市にある公共図書館である。

## 概要
学習情報センター「悠美館」の1階にあり、一般図書・児童図書・紙芝居・郷土資料・雑誌・新聞・ビデオ・DVD・CD・LDなどの資料が収集保存されている。
特色コーナーとして松尾芭蕉やおくのほそ道に関する図書を収集した郷土コーナー、「芭蕉、おくのほそ道コーナー」、「外国語の本コーナー」がある。

## サービス
貸出サービスは、利用者カードをもっている人を対象に行なっている。利用者カードは、尾花沢市内に在住・通勤・通学する人に交付されている。貸出点数とその日数は、図書資料が10冊・2週間となっている。

## 開館時間と休館日
- 開館時間
  - 月曜日-土曜日：午前9：00-午後7：00
  - 日・祝祭日：午前9：00-午後5：00
- 休館日
  - 毎月第2、第4月曜日（祝日の時は翌日）
  - 年末年始（12月29日-1月4日）
  - 特別整理日